# Eleocharis oligantha
Eleocharis oligantha är en halvgräsart som beskrevs av Charles Baron Clarke. Eleocharis oligantha ingår i släktet småsäv, och familjen halvgräs. Inga underarter finns listade i Catalogue of Life.